# Zythonia
Zythonia é um género de coleópteros da família Erotylidae.

## Espécies
- Zythonia anthracina